# Psychoda alternata
Psychoda alternata és una espècie d'insecte dípter pertanyent a la família dels psicòdids.

## Descripció
- Els adults són de color gris fosc i amb el cos i les ales recoberts per una densa capa de pèls llargs.
- Fan entre 3 i 5 mm de llargària.
- Ales clapejades, en forma de fulla i amb taques marrons als extrems de la nervadura.
- Antenes llargues i de 15 artells (els núms. 13 i 14 fusionats, mentre que el 15 està separat).
- Placa subgenital de la femella en forma de "V".
- La femella té antenes de 0,8-1,2 mm de llargada (1-1,2 el mascle) i ales d'1,4-3 mm de longitud (1,2-2,3 en el cas del mascle) i 0,7-1,3 d'amplada (0,5-0,9 el mascle).[4][5][6][7][8]

## Reproducció
La femella adulta diposita els seus ous (de 30 a 100) en masses irregulars sobre la superfície gelatinosa que cobreix les pedres filtrants de les plantes de tractaments d'aigua o sobre canonades, i on es desenvoluparan tant la larva com la pupa. A 21 °C els ous es desclouen en 32-48 hores, l'estadi larval dura 8 dies i el pupal de 20 a 40 hores. El temps de desenvolupament entre l'ou i l'adult és de 7 a 28 dies depenent de les condicions ambientals. Els adults viuen al voltant de dues setmanes.

## Alimentació
La larva es nodreix de la matèria orgànica en descomposició i de la flora i fauna microscòpica (algues, bacteris, fongs, animals microscòpics, etc.). En els filtres de les plantes de depuració pot ésser beneficiós perquè les larves hi ajuden a descompondre la matèria orgànica en descomposició.

## Hàbitat
Les larves viuen sobre una àmplia gamma d'hàbitats, com ara el material gelatinós que cobreix les pedres de filtre de les plantes d'aigües residuals, l'interior de les canonades de drenatge, fruites i verdures transportades a bord dels vaixells, etc., mentre que els adults sovint es troben descansant a les parets (sobretot, de les cambres de bany i dutxes). A més, les larves són força tolerants a la contaminació, als pH baixos, a les altes temperatures i a l'escassetat d'oxigen.

## Distribució geogràfica
És cosmopolita a les regions tropicals i temperades de tot el món i hom creu que la seua àmplia distribució mundial, amb poca variació geogràfica, és deguda als intercanvis comercials mundials: Nord-amèrica, Europa (com ara, l'Estat espanyol -incloent-hi Catalunya-, Txèquia, les illes Britàniques i Noruega), el Japó (les illes Ogasawara i les illes Ryukyu), l'Índia, Malàisia, Nova Guinea, les illes Filipines, Borneo, la Polinèsia, Austràlia (Nova Gal·les del Sud i Tasmània), Nova Zelanda, Fiji, Samoa, les illes Hawaii, les illes Carolines i les illes Mariannes.

## Observacions
Es pot controlar la seua presència dins de les cases traient el dipòsit de llim on viuen les larves. Això es pot fer abocant aigua bullent en els desguassos i sifons.